# Det Norske Luftfartsrederi
Aktieselskapet Det Norske Luftfartsrederi ou DNL foi a primeira companhia aérea regular da Noruega, fundada em 1918 e operava serviços entre Bergen, Haugesund e Stavanger em 1920. Operava os hidroaviões Supermarine Channel. Foi também um dos sete membros fundadores da Associação Internacional de Tráfego Aéreo, antecessora da Associação Internacional de Transportes Aéreos.

## História

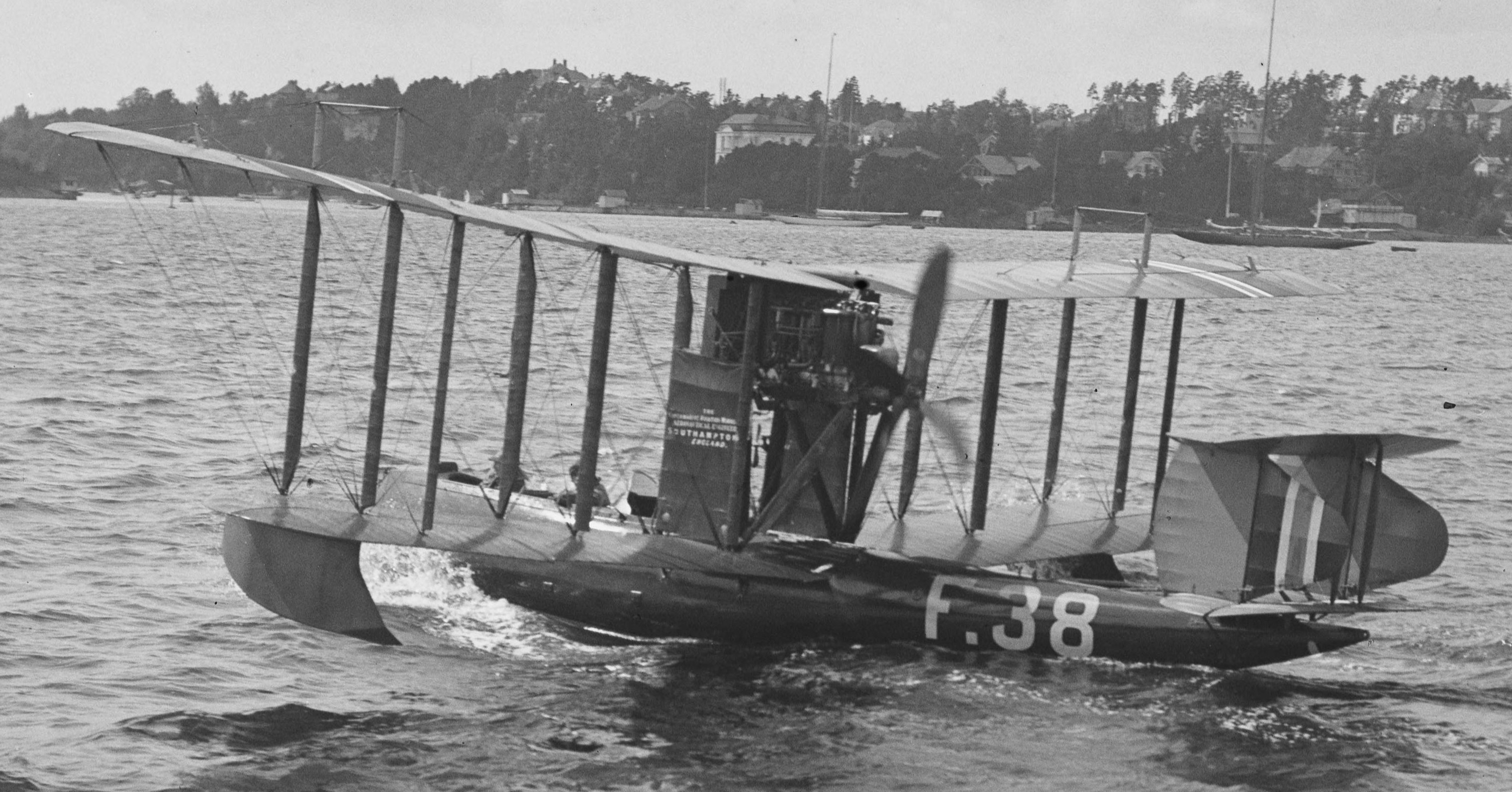
Um Supermarine Channel com Det Norske Luftfartsrederi em 1920.

A primeira ideia de lançar uma companhia aérea regular na Noruega foi apresentada em uma reunião do conselho em Norsk Aero Klubb (na época chamada Norsk Luftseilandsforening) em 27 de fevereiro de 1918. Um convite para comprar ações para 5 milhões de coroas norueguesas foram emitidos e em março, NOK 3,3 milhões foram arrecadados. A ideia foi apresentada ao público no Tidens Tegn em 2 de março, onde foram apresentados serviços regulares para Inglaterra, Dinamarca e todo o litoral norueguês. O tempo de viagem era de 4 horas e 30 minutos de Oslo (na época chamada Kristiania) a Copenhague, a Bergen em 2 horas e 45 minutos, a Trondheim em 4 horas e a Kirkenes em 17 horas. Uma rota de Stavanger a Aberdeen seria feita em 4 horas e 30 minutos.
Por volta de 19 de março, a companhia aérea havia estabelecido escritórios em Prinsensgate, em Oslo. Ela havia contratado Wilhelm Keilhau como diretor administrativo, e Gyth Dehli e Hjalmar Riiser-Larsen como consultores técnicos. A reunião de fundação da empresa ocorreu em 25 de dezembro de 1918, mas não foi registrada até 16 de março de 1920. Em 1918, a empresa solicitou uma concessão governamental de NOK 1,3 milhão para iniciar uma rota postal entre Oslo e Kristiansand, e uma rota internacional de Oslo via Gotemburgo a Copenhague. A empresa recebeu NOK 60.000 para operar uma rota experimental entre Bergen, Haugesund e Stavanger. Em 28 de agosto de 1919, a DNL foi uma das sete companhias aéreas que fundaram a Associação Internacional de Tráfego Aéreo em uma reunião em Haia.
A DNL planejou usar a ilha Lindøya fora de Oslo como sua base e solicitou um arrendamento por 99 anos da Autoridade Portuária de Oslo. Recomendaram que o pedido fosse negado, pois atrapalharia o tráfego de navios e já havia negociações com o Estado para a compra da ilha. No entanto, a companhia aérea foi autorizada a operar temporariamente a partir de Lindøya. Em Stavanger, a companhia aérea comprou terras ao largo de Hafrsfjord. A empresa encomendou três hidroaviões Supermarine Channel. A entrega dos aviões foram adiadas para 16 de agosto, quando as operações começaram, então com os aviões Friedrichshafen FF.49 de propriedade e operados pela A/S Aero. Mais tarde, DNL usou seus próprios aviões e tripulação. Uma das aeronaves caiu, mas sem fatalidades. Durante um voo, um passageiro bêbado tentou sufocar o piloto Riiser-Larsen, mas ele conseguiu repelir o passageiro. As operações foram encerradas em 15 de setembro. Vários problemas foram encontrados, devido às condições climáticas, falhas mecânicas da aeronave, greves locais e problemas de entrega, de modo que a regularidade alcançada foi decepcionante de 94%. A maioria dos voos foi feita apenas com correio e apenas um total de 64 passageiros foram transportados. Além disso, o aumento previsto no volume de frete não aconteceu e, no final, apenas cerca de 300 cartas foram transportadas por voo.
A empresa foi liquidada em 13 de dezembro de 1920, embora só tenha sido concluída em 5 de junho de 1923. Os proprietários receberam 72% do capital social. Keilhau afirmou na década de 1950 que até então, a empresa havia sido a companhia aérea mais lucrativa da história da Noruega.